# Gulbadam Babamuratowa
Gulbadam Bekmuratowna Babamuratowa (ur. 24 sierpnia 1991) – turkmeńska judoczka i sambistka. Dwukrotna olimpijka. Zajęła siedemnaste miejsce w Rio de Janeiro 2016 i Tokio 2020. Walczyła w wadze półlekkiej.
Piąta na mistrzostwach świata w 2015; uczestniczka zawodów w 2010, 2011, 2014 i 2019. Startowała w Pucharze Świata w 2010, 2012, 2013, 2015 i 2018. Srebrna medalistka igrzysk azjatyckich w 2014 i siódma w 2018. Trzecia na mistrzostwach Azji w 2016; piąta w 2012 i 2015. Mistrzyni świata w sambo w 2012 i 2017 roku.
Chorąża reprezentacji na ceremonii otwarcia igrzysk w 2020 roku. 

## Letnie Igrzyska Olimpijskie 2016
| Konkurencja | Eliminacje          | Klas. końcowa |
| Konkurencja | Przeciwnik I        | Miejsce       |
| ----------- | ------------------- | ------------- |
| 52 kg       | Laura Gómez (ESP) P | 17.           |

## Letnie Igrzyska Olimpijskie 2020
| Konkurencja | Eliminacje         | Klas. końcowa |
| Konkurencja | Przeciwnik I       | Miejsce       |
| ----------- | ------------------ | ------------- |
| 52 kg       | Gili Cohen (ISR) P | 17.           |